# Pseudeva palligera
Pseudeva palligera là một loài bướm đêm trong họ Noctuidae.

## Hình ảnh

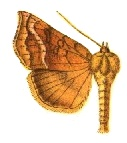